# Рибаревина
Рибаревина  (серб. кир.: Рибаревина), що означає місце рибалок на давньослов'янській мові, це назва головного перехрестя в Чорногорії, розташованого на півночі країни в муніципалітеті Бієло Поле. Розташований неподалік від Бієло-Поле, він з’єднує північні чорногорські міста Бієло-Поле, Плевля та Жабляк з південною Чорногорією (Подгориця та море) та північно-східною Чорногорією (район Беране), отже, кордон із Сербією, включаючи Косово.

## Демографія
За переписом 2011 року населення становило 383 особи.
| Етнічна приналежність | Номер | Відсоток |
| --------------------- | ----- | -------- |
| серби                 | 262   | 68,4%    |
| чорногорці            | 105   | 27,4%    |
| інше/незадеклароване  | 16    | 4,2%     |
| Всього                | 383   | 100%     |